# 山崎祐次郎
山崎 祐次郎（やまざき ゆうじろう）は、日本の柔道家。
階級は軽中量級。現役時代は身長169cm。体重72kg。

## 経歴
天理大学3年の時にマニラで初開催となったアジア選手権の軽量級で優勝を飾った。4年の時には優勝大会の決勝で拓殖大学と対戦すると、後にミュンヘンオリンピック重量級の銅メダリストとなる巨漢の西村昌樹を得意の背負投で揺さぶって引き分けに持ち込み、チームの優勝に貢献する活躍を果たした。さらに、東京で開催されたユニバーシアードの軽中量級に出場すると、決勝で法政大学に留学していた韓国の朴清三との対戦となった。背負投が得意同士の一戦として注目されたが、山崎が背負い投げで2度技ありを取って合わせ技で優勝を飾った。また、団体戦でもチームは優勝を飾った。1968年に宮崎県警の所属となると、選抜体重別の軽中量級で優勝を飾った。また、この年には世界チャンピオンである天理大学助手の岡野功や丸木木材の丸木英二、翌年に兄弟で世界チャンピオンとなる福岡工業大学の園田義男、園田勇などとともにソ連とハンガリーへの遠征を行った。ソ連における団体戦でチームは3戦とも圧勝した。続いてハンガリーにおける団体戦では日本チームは2度一本勝ちして初めて勝利となる変則ルールの下で試合が行われたが、全試合で勝利を収めた。なお、個人戦の軽中量級では決勝で日本大学の河野義光に敗れて2位だった。

## 人物
背負投の名手として知られている。ミュンヘンオリンピックの軽中量級で金メダルを獲得した大学の後輩である野村豊和に、相手の懐に入るのではなく、相手を引き出した形から繰り出す背負投を伝授した。

## 戦績
- 1966年 - アジア選手権　軽量級　優勝
- 1967年 -　優勝大会 優勝
- 1967年 -　ユニバーシアード　個人戦　軽中量級　優勝　団体戦　優勝
- 1968年 -　選抜体重別　軽中量級　優勝

(出典、JudoInside.com)。